# K.u.k. Kriegsmarine
La k.u.k. Kriegsmarine (tedesco: kaiserliche und königliche Kriegsmarine; ungherese: császári és királyi Haditengerészet), in italiano imperiale e regia Marina), fu la forza navale dell'Impero austro-ungarico.
Nata con il nome di Österreichische Kriegsmarine ("Marina da guerra austriaca", in opposizione alla österreichische Handelsmarine che era la marina mercantile), venne ribattezzata österreichisch-venezianische Kriegsmarine ("Marina da guerra austro-veneziana") nel 1797 in conseguenza del Trattato di Campoformio, per tornare poi al nome originario nel 1849 e assumere infine quello di k.u.k. Kriegsmarine nel 1867 per effetto dell'Ausgleich tra l'Impero d'Austria e il Regno d'Ungheria; in quest'ultimo era nota con il nome di császári és királyi haditengerészet.
Allo scoppio della prima guerra mondiale la marina militare austro-ungarica era sesta al mondo in ordine di grandezza, ma con la sconfitta degli Imperi Centrali e la dissoluzione dell'Impero venne ceduta al neocostituito Stato degli Sloveni, dei Croati e dei Serbi e poi spartita tra gli alleati dell'Intesa. I porti principali della k.u.k. Kriegsmarine erano Trieste e Pola nell'Adriatico e Linz e Klosterneuburg sul Danubio.

## I primordi della marina austriaca: laösterreichische Kriegsmarine
La marina militare austriaca trae le sue origini dalla flotta fluviale degli Asburgo (la cosiddetta Donauflottille, "flottiglia del Danubio"), creata a partire dal XVI secolo e affiancata solamente nel XVIII secolo dalla flotta del Mediterraneo.
Già nel XIV secolo l'Austria era entrata in possesso di una parte del litorale croato lungo il canale della Morlacca, ma per lungo tempo il commercio marittimo, così come la difesa di quest'ultimo dalle incursioni dei pirati uscocchi, era stato demandato all'iniziativa delle popolazioni costiere. Solamente a partire dal XVI secolo, epoca di massima espansione e minaccia da parte dell'Impero Ottomano, fu creata la flottiglia imperiale del Danubio, al duplice scopo di resistere alle incursioni fluviali turche e di fiancheggiare le operazioni sul campo.
La prima marina militare austriaca nacque all'epoca dell'imperatore Giuseppe II e consistette inizialmente di poche unità navali a causa della mancanza dei fondi necessari. Con il trattato di Campoformio del 1797 i territori della Repubblica di Venezia nell'Adriatico (Veneto, Istria e Dalmazia) passarono all'Austria, che acquisì anche la consistente flotta della Serenissima. Fu così che Venezia ricopri, nella prima metà del XIX secolo, il ruolo di porto principale della Kriegsmarine, ruolo che passò poi ai porti di Pola e Cattaro.
L'importanza della flotta militare per l'Austria si manifestò per la prima volta nel 1864 attraverso i successi navali dell'ammiraglio Wilhelm von Tegetthoff a Helgoland, nel corso della Guerra dei Ducati. Nel periodo in cui Tegetthoff ricoprì il ruolo di supremo ammiraglio la Kriegsmarine fu oggetto di grandi riforme, e diede avvio alla modernizzazione della flotta, che fino a quel punto era ancora decisamente inferiore alla Regia Marina italiana.
Un decisivo punto di svolta fu la battaglia di Lissa del 20 luglio 1866, in cui le forze navali austriache sbaragliarono la flotta italiana, numericamente superiore, grazie alla tattica dello speronamento. Queste prime grandi vittorie garantirono anche i mezzi finanziari necessari allo sviluppo e alla modernizzazione della flotta: i vascelli lignei furono sostituiti da navi corazzate e infatti la battaglia di Lissa fu l'ultimo scontro navale a essere deciso da navi speronanti.
A partire da quel momento la marina austriaca divenne una temibile forza navale, ma fu impiegata anche in operazioni scientifiche: numerosi furono i viaggi di esplorazione compiuti da navi da guerra austriache in tutti i continenti. La crescente presenza della Kriegsmarine sugli oceani ebbe così un ritorno anche in termini di prestigio.

## La flotta del Mediterraneo

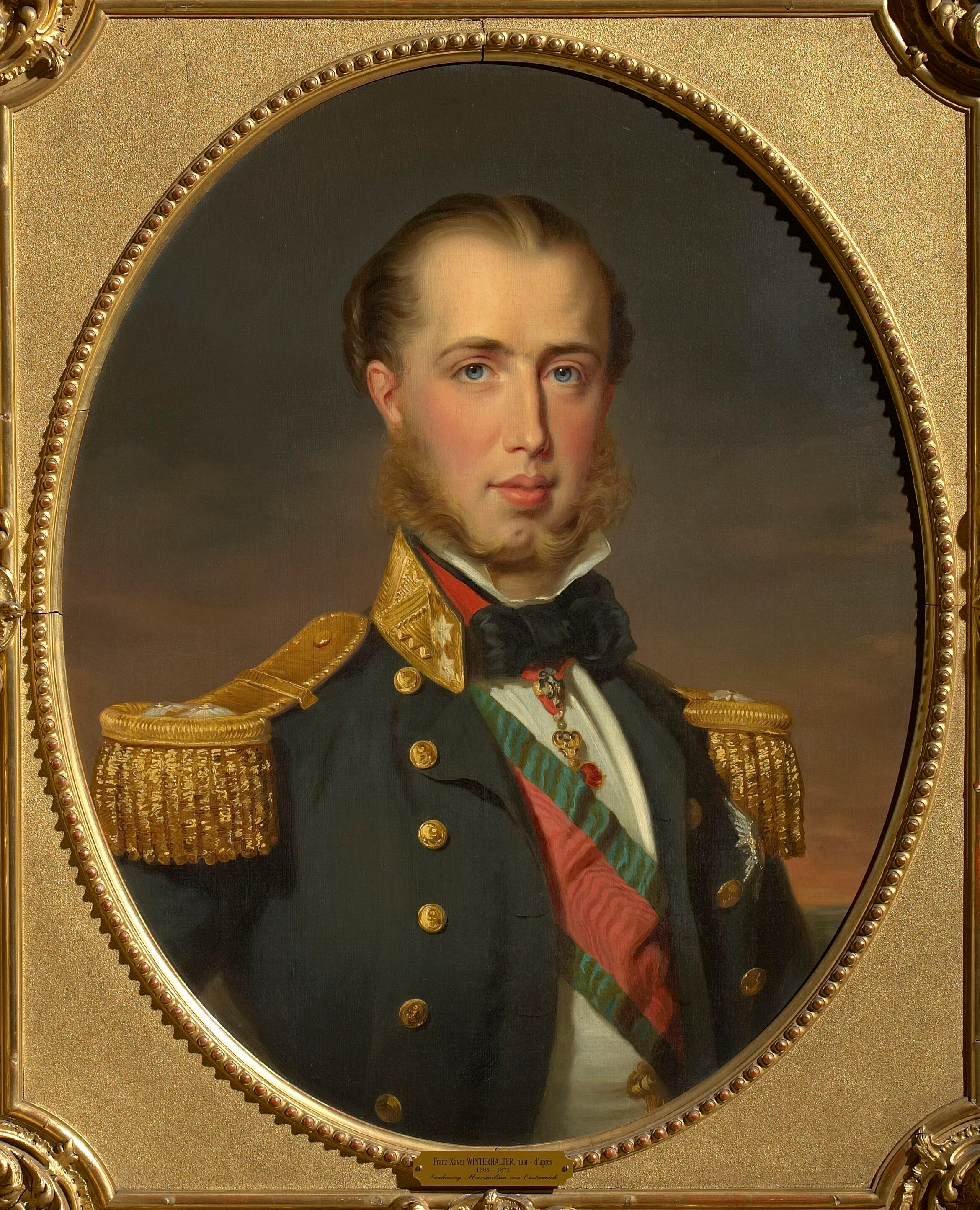
L'arciduca Massimiliano d'Asburgo fu al vertice della Kriegsmarine dal 1854 al 1859

### Il periodo veneto: laösterreichisch-venezianische Kriegsmarine
Nonostante la Kriegsmarine del Mediterraneo battesse fin dalla fine del XIX secolo bandiera austriaca, gran parte della flotta e dell'organico era stata acquisita con l'assorbimento dell'antica marina veneta, cosicché inizialmente la stragrande maggioranza dei marinai e degli ufficiali proveniva dalla parte veneta della monarchia.
All'epoca l'Imperial Regia marina austriaca era totalmente influenzata dalla componente veneta, di fatto, la base navale e l'Arsenale erano anch'essi basati nella città del leone di San Marco e i cadetti venivano preparati alla carriera imparando il veneto, lingua di comando della Marina.
Nel corso delle rivoluzioni del 1848 in Austria e Ungheria, Venezia insorse contro gli occupanti e con l'appoggio dei soldati e marinai di lingua veneta proclamò la Repubblica di San Marco. Fu così che la marina austriaca venne improvvisamente privata del controllo delle forze navali concentrate nella città lagunare. Il feldmaresciallo Radetzky si ritirò quindi dal Regno Lombardo-Veneto e raccolse le truppe rimaste fedeli assieme al resto della flotta a Trieste, Pola e Fiume in preparazione del contrattacco. In seguito alla vittoria austriaca nella battaglia di Novara (1849) e all'armistizio di Vignale, la flotta sarda si ritirò dall'Adriatico, permettendo così alla Kriegsmarine di stringere d'assedio il capoluogo veneto.
Una volta ripreso il controllo di Venezia, l'Austria pose ai vertici della marina militare Hans Birch von Dahlerup, un commodoro di origine danese che aveva comandato il blocco navale della città ribelle, con il compito di riorganizzare la flotta. Con l'occasione vennero ingaggiati sempre più marinai austriaci, i comandi vennero dati in tedesco oltre che in veneto, e i nomi delle navi furono tradotti in tedesco. Nel contempo fu dato inizio alla costruzione di nuove navi.
Anche dopo la riconquista di Venezia la sede del comando supremo della marina fu mantenuta provvisoriamente a Trieste. Pur declinando le proposte di spostare il comando a Pola, Dahlerup ordinò comunque il 20 novembre 1850 di costruire un arsenale marittimo nel golfo di Pola. In quegli anni le navi da guerra austriache pattugliarono non solo i porti adriatici dell'Impero, ma anche le acque greche e turche per liberarle dai pirati.
Pur continuando a essere il veneto la lingua correntemente parlata nell'ambito navale, nel 1850 la lingua tedesca fu introdotta come lingua di servizio. Nell'agosto dello stesso anno Dahlerup si dimise dall'incarico e il suo posto fu preso dal feldmaresciallo Wimpffen, un ufficiale dell'esercito. Quest'ultimo trasformò il Marinekollegium in un'accademia nautica e accelerò lo sviluppo del porto militare di Pola, prima di rassegnare le sue dimissioni. Il 10 settembre 1854 l'imperatore Francesco Giuseppe I nominò infine suo fratello, l'arciduca Massimiliano d'Asburgo, nuovo comandante supremo della marina militare austriaca.
Con lo scoppio della seconda guerra d'indipendenza nel 1859, l'arciduca Massimiliano (che nel frattempo era diventato viceré del Lombardo-Veneto) non poté impiegare la marina se non in azioni difensive, non avendo questa ancora raggiunto la potenza necessaria. Grazie alla pace di Zurigo del 10 novembre 1859 l'Austria mantenne tutti i suoi possedimenti adriatici e la marina militare fu così salvata.
Gli anni successivi furono segnati da ulteriori novità: nel 1860 le flottiglie della Laguna Veneta, del Lago di Garda e del Danubio vennero tolte al controllo dell'esercito e inglobate nella Kriegsmarine, mentre nei due anni successivi furono varate le prime fregate Salamander, Drache e Kaiser Max. Quando l'arciduca Massimiliano divenne imperatore del Messico, il suo incarico passò all'arciduca Leopoldo d'Austria, un ufficiale dell'esercito.

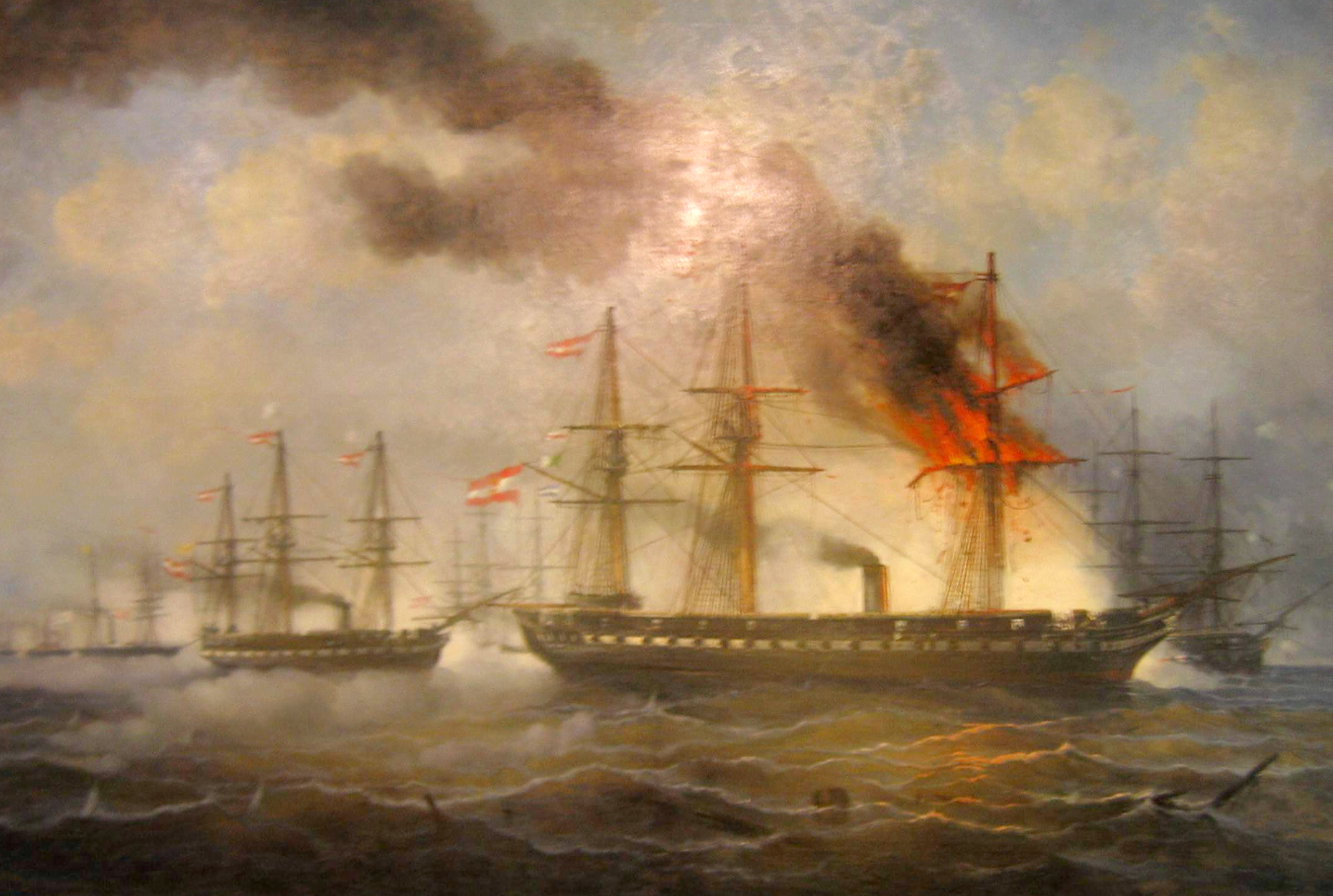
La battaglia di Helgoland, di Josef Carl Barthold Puettner. A sinistra la nave Schwarzenberg, a destra la Radetzky

#### La battaglia navale di Helgoland
Nel 1864 l'Austria e la Prussia si allearono nella guerra contro la Danimarca per il controllo dello Schleswig-Holstein. Nel corso di questo conflitto il comandante Tegetthoff aveva ricevuto in un primo momento l'ordine di catturare le navi mercantili danesi e di scacciare le navi da guerra avversarie dal Mediterraneo, mentre successivamente ottenne disposizioni di dirigersi con la flotta verso il Mare del Nord per estendere l'ambito della sua missione.
Il 9 maggio 1864, con la battaglia di Helgoland, ebbe luogo il primo scontro tra le navi danesi e austro-prussiane: la flotta austriaca si ritirò con gravi danni nel porto di Cuxhaven, mentre quella danese fece ritorno nelle proprie acque territoriali. Pur non essendoci un chiaro vincitore, Tegetthoff raggiunse il suo obiettivo e ottenne pure grandi lodi in Germania. Al contrario, la stampa viennese si scagliò decisamente contro la propria flotta.

#### Il conflitto con la Prussia
Nonostante la vittoria congiunta austro-prussiana sulla Danimarca, le tensioni tra le due potenze per la supremazia nei territori di lingua tedesca stentarono ad affievolirsi: già nel 1866 la Prussia si alleò con il neonato Regno d'Italia, promettendole il Veneto in caso di vittoria, e mosse guerra all'Austria.
Il conflitto intratedesco tra la Großdeutsche Lösung (unione di Austria, (incluse la Carniola e il litorale austriaco), Moravia, Slesia austriaca e Boemia su cui i tedeschi han sempre vantato diritti, anche perché Praga per lunghissimo tempo rimase la città più tedesca dell'impero, Prussia e degli altri stati tedeschi a formare una confederazione tedesca) e la Kleindeutsche Lösung (unione degli stati tedeschi sotto l'egida della Prussia e con l'esclusione dell'Austria) fece precipitare l'Austria in una guerra su due fronti, trovandosi a dovere fronteggiare le truppe prussiane e di alcuni piccoli stati tedeschi alleati a nord, nonché l'Italia a sud, per la quale era iniziata la terza guerra d'indipendenza. Per evitare una triplice esposizione l'Austria stipulò un patto di non aggressione con l'Impero Francese, ma la sconfitta nella battaglia di Sadowa in Boemia la costrinse a sottrarre truppe al fronte italiano, sul quale era risultata peraltro fino a quel momento vittoriosa (battaglia di Custoza). A fronteggiare gli attacchi italiani a sud rimaneva quindi solamente la flotta.

#### La flottiglia dellaKriegsmarinenel Lago di Garda
L'esercito austriaco si avvaleva di un'efficiente flotta al comando del capitano di corvetta Moritz Monfroni de Montfort. Il quartier generale della flotta del Garda era a Torri del Benaco, sulla sponda orientale veronese del Garda e poteva avvalersi anche dell'appoggio della basi fortificate di Peschiera e Riva del Garda. La flottiglia poteva contare su ben ventidue imbarcazioni, tra cui due grossi vapori a motore, l'Hess e il Franz Joseph, sei cannoniere a elica e una dozzina di lance con un armamento complessivo di 62 cannoni e dieci spingarde. Posta sotto gli ordini del comandante della flotta dell'Adriatico, riceveva disposizioni sulla condotta militare da tenersi anche dal comando supremo dell'armata del sud posto a Peschiera.
Durante la Grande Guerra l'Austria possedeva solamente la parte più a nord del lago, corrispondente all'attuale zona sottoposta al Trentino. Nonostante la flottiglia in quest'ultimo periodo fosse stata sensibilmente ridotta, rimase comunque una minaccia per tutto il corso del conflitto; inoltre le piazzeforti fortificate di Riva del Garda e di Nago-Torbole (che comprendeva il Forte Garda, Forte di Nago e il Forte San Nicolò che costituivano il Subrayon III delle Fortificazioni austriache) resero impossibile qualsiasi tentativo di sbarco o raid da parte dell'Esercito italiano sulla sponda austriaca del lago.

#### La battaglia di Lissa
Se sul campo l'esercito austriaco si era dimostrato superiore a quello italiano, per quanto riguardava le marine militari il confronto era sulla carta a favore degli italiani: la Regia Marina era una delle più grandi e moderne del mondo e la nuovissima corazzata Affondatore, dotata di uno sperone di nove metri, era prossima a entrare in servizio. Al contrario, la Kriegsmarine - che lamentava una nave danneggiata (Novara), due incompiute (Erzherzog Ferdinand Max e Habsburg) e un vascello completamente obsoleto (Kaiser) - dovette riparare queste unità in fretta e furia, ricorrendo talvolta al rinforzo improvvisato con l'impiego di rotaie e catene d'ancora.
Il 17 luglio 1866 le unità italiane iniziarono a cannoneggiare le fortificazioni austriache dell'isola di Lissa per assicurarsi il predominio sull'Adriatico orientale. Il 20 luglio la flotta di Tegetthoff raggiunse l'isola dalmata ed ebbe inizio la battaglia di Lissa, in cui la flotta austriaca - conscia della propria vulnerabilità - optò per la tattica del combattimento ravvicinato mediante speronamento. Tale tattica si dimostrò vincente: la Ferdinand Max speronò la Re d'Italia, che colò a picco nel giro di pochi minuti, mentre la Palestro, centrata nella santabarbara, esplose inabissandosi. Il vecchio vascello ligneo Kaiser tentò lo speronamento della Re di Portogallo, ma venne gravemente danneggiato. Durante il tentativo di colpire la Kaiser, l'Affondatore riportò talmente tanti danni a opera dell'artiglieria austriaca che affondò pochi giorni dopo nel porto di Ancona. Resta famosa la frase del Tegetthoff dàghe adosso Nino, che i butemo a fondo, pronunciata in lingua veneta, essendosi formato nell'Imperial e regia scuola dei cadetti di marina ubicata nell'Arsenale di Venezia. Da notare che nonostante le vicissitudini politiche, quando il comandante von Tegetthoff annunciò la vittoria agli equipaggi, questi avrebbero risposto lanciando in aria i berretti al grido: Viva San Marco!, manifestando l'influenza della tradizione della marina della Serenissima presente nei molti marinai della flotta austriaca.
Fu così che la Regia Marina perse tre navi in quella che risultò una delle battaglie navali più importanti del XIX secolo, mentre l'Austria nessuna (la Kaiser venne riparata e poté riprendere il mare); pure in termini di vite umane l'Italia subì decisamente maggiori perdite. La battaglia di Lissa fu anche l'ultima a vedere l'impiego di navi di legno e l'unica del suo secolo a essere caratterizzata da atti di speronamento, nonché la più importante vittoria nella storia della Kriegsmarine.

### Il periodo austro-ungarico: lak.u.k. Kriegsmarine

#### Riforma dellaKriegsmarine

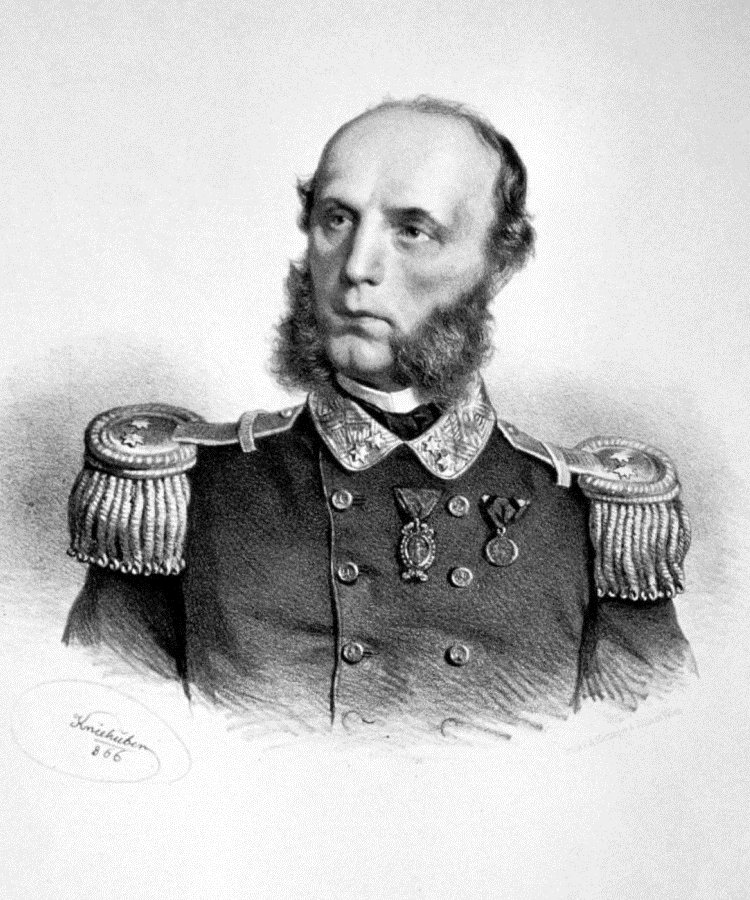
L'ammiraglio Tegetthoff, l'eroe di Lissa, dedicò molti anni alla riforma della Kriegsmarine

Nonostante la promozione a viceammiraglio e la grande popolarità raggiunta Tegetthoff non ottenne una carica pubblica, ma fu spedito dal Ministero della guerra in Inghilterra e negli Stati Uniti per motivi formativi. Nel 1867, l'anno dell'Ausgleich con il Regno d'Ungheria, venne tuttavia consultato per la creazione di una marina militare austro-ungarica. Tegetthoff propose l'istituzione di un ministero della marina, che sarebbe diventato il quarto dicastero comune della Duplice Monarchia, ma a causa delle rimostranze degli ungheresi, che chiedevano la suddivisione paritetica dei ministeri tra Vienna e Budapest, l'imperatore trovò una soluzione di compromesso, facendo istituire una Marinesektion ("Sezione della Marina") all'interno del ministero della guerra a Vienna. Nacque così la k.u.k. Kriegsmarine.
Il 25 febbraio 1868 Francesco Giuseppe I nominò infine Tegetthoff comandante della marina e capo della Marinesektion. Negli anni successivi venne dato avvio al programma di sviluppo della marina concepito dall'ammiraglio, con l'istituzione di scuole di addestramento e corsi di formazione, nonché con l'inizio di spedizioni all'estero per temprare gli equipaggi, allacciare rapporti commerciali e diffondere il prestigio della k.u.k. Kriegsmarine. Quando l'ammiraglio Tegetthoff morì a Graz, il 7 aprile 1871, gli vennero tributati grandi onori militari a Vienna.

#### Le operazioni tra Balcani e Cina
Gli anni seguenti furono caratterizzati soprattutto da spedizioni scientifiche. Nuovi problemi sorsero tuttavia nei Balcani, quando nel 1869 l'introduzione della coscrizione militare obbligatoria causò l'insorgere della fiera popolazione di Krivošije, nelle Bocche di Cattaro, provocando l'intervento dell'esercito e della marina, che tuttavia non riuscirono a sedare i rivoltosi. Da quel momento gli austriaci iniziarono un'opera di fortificazione e di presa di possesso del territorio bocchese, mossa che agevolò il compito della marina, chiamata a sedarvi una seconda insurrezione nel 1882. Una terza sommossa nella zona di Cattaro ebbe luogo nel 1908, in occasione dell'annessione della Bosnia ed Erzegovina da parte dell'Impero austro-ungarico.
Altro banco di prova per la k.u.k. Kriegsmarine fu lo scoppio della rivolta dei Boxer in Cina (aprile 1900), che vide la marina austriaca coinvolta direttamente in quanto presente nell'area con la nave Zenta, mentre ufficiali e marinai inviati a Pechino parteciparono attivamente agli scontri. I rinforzi inviati in oriente (le navi Kaiserin und Königin Maria Theresia, Kaiserin Elisabeth e Aspern) giunsero invece troppo tardi per partecipare ai combattimenti.

#### La prima guerra mondiale
Sotto la direzione dei comandanti Hermann von Spaun, Rodolfo Montecuccoli e Anton Haus la marina austro-ungarica fu ulteriormente ampliata e modernizzata, anche grazie al contributo dell'arciduca Francesco Ferdinando, che nel 1908 aveva ordinato la costruzione dei primi sommergibili. Il 24 giugno 1911 venne varata la Viribus Unitis, la prima nave da battaglia austro-ungarica monocalibra (tipo Dreadnought); la corazzata fu la prima di un'intera classe e venne affiancata l'anno dopo dalle sorelle Tegetthoff e Prinz Eugen, nonché infine dalla Szent István nel 1914. Fu così che alla vigilia della prima guerra mondiale l'Austria-Ungheria si trovò dotata di una flotta di prim'ordine.

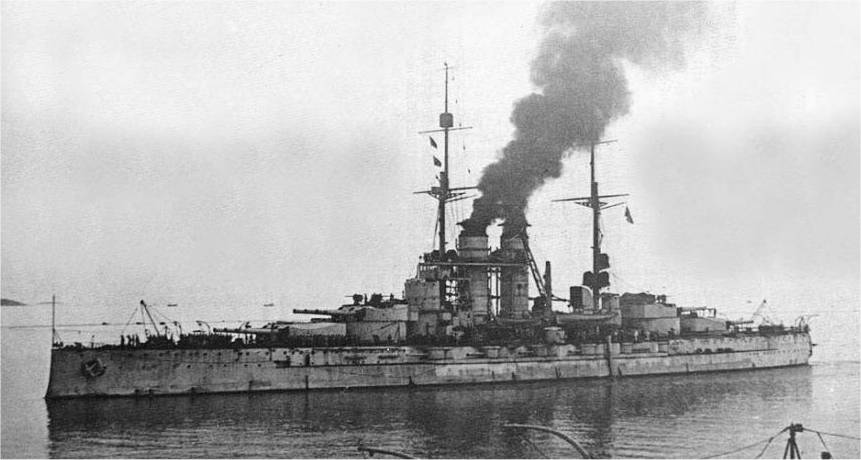
La Szent István era una delle navi più moderne dell'epoca

Lo scoppio delle ostilità sorprese l'incrociatore SMS Kaiserin Elisabeth a Tsingtao, nella colonia tedesca di Kiautschou, e così la nave si sottomise al comando del governatore alleato tedesco. Quando il Giappone, ansioso di conquistare la colonia, dichiarò guerra alla Germania e all'Austria-Ungheria, la maggior parte delle navi abbandonarono la colonia, lasciando l'incrociatore austriaco a presidio della città insieme a una sola cannoniera tedesca. Dopo due mesi di accanita resistenza gli austro-tedeschi dovettero arrendersi e, per non fare cadere la nave in mano al nemico, l'equipaggio fece affondare la nave.
Sul fronte europeo, data la posizione di neutralità dell'Italia, la marina austro-ungarica non poté servirsi dei porti dell'alleato non belligerante e venne quindi impiegata nell'Adriatico con il compito di bloccare le coste del Montenegro, paese alleato dell'Intesa, e in particolare il porto di Antivari, mediante il quale le forze dell'Intesa approvvigionavano l'esercito serbo. Il basso Adriatico divenne quindi un frequente luogo di scontri: il 16 agosto 1914 una grossa formazione navale francese giunse di fronte ad Antivari, costringendo il cacciatorpediniere austriaco Ulan a ritirarsi nelle bocche di Cattaro; l'altra nave presente, l'incrociatore Zenta, si gettò invece nell'impari lotta e divenne la prima nave austro-ungarica a essere affondata nel primo conflitto mondiale.
Con l'entrata in guerra dell'Italia al fianco dell'Intesa (24 maggio 1915) l'Austria-Ungheria si trovò tagliata fuori dal resto del Mediterraneo, in quanto il Canale d'Otranto era presidiato dalle navi alleate. La stessa sera della dichiarazione di guerra italiana l'intera flotta austro-ungarica salpò dai porti di Pola, Sebenico e Cattaro avendo come obiettivo le coste italiane. I primi cannoneggiamenti provocarono danni ad Ancona, ma anche a Rimini, Vieste, Manfredonia, Barletta, così come a ponti e linee ferroviarie situate lungo la costa; l'Arsenale di Venezia fu invece oggetto di un'incursione aerea. I primi attacchi della Kriegsmarine riuscirono a sorprendere le difese italiane senza subire alcuna perdita.
Ben presto la strategia navale italiana e austriaca fu tuttavia improntata a grande cautela e per tutta la durata della guerra non ebbero luogo grandi scontri tra le due marine: libera solamente di circolare nell'Adriatico, la k.u.k. Kriegsmarine venne difatti destinata principalmente a operazioni difensive (principalmente scorta convogli rifornimento destinati al fronte settore costiero e del Carso isontino, mentre le nuove e potenti corazzate furono tenute al sicuro nei porti secondo una strategia di potenza dissuasiva (fleet in being). Da entrambe le parti venne impiegata la tattica delle rapide incursioni contro il naviglio nemico (soprattutto sottomarini e motosiluranti).

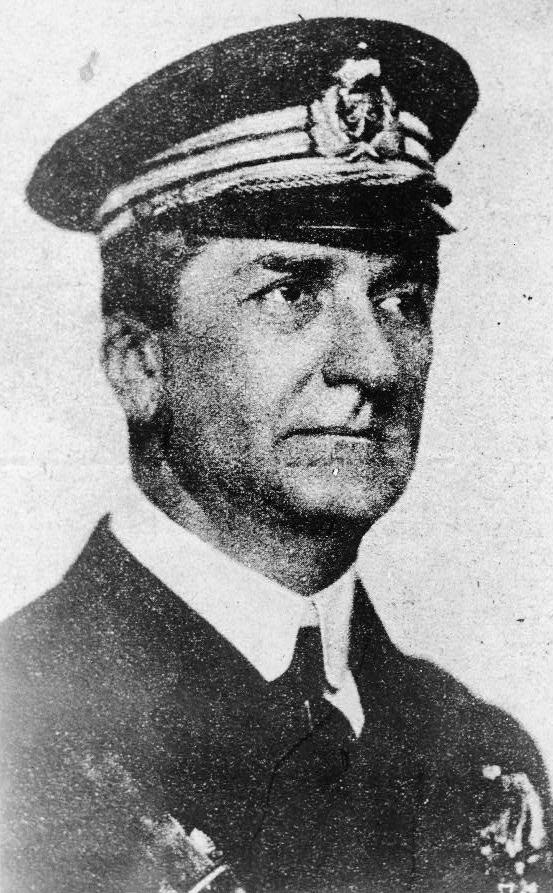
L'ammiraglio Horthy fu il principale stratega della battaglia del canale d'Otranto

Il 1917 fu un anno di svolta ai vertici della Kriegsmarine e vide l'avvicendamento di tre ammiragli: morto l'ammiraglio Haus, il suo successore Maximilian Njegovan chiese il pensionamento in seguito ad alcuni ammutinamenti e fu così che in modo inaspettato l'ammiraglio ungherese Miklós Horthy assurse al rango di comandante della flotta. Più audace dei suoi predecessori, Horthy tentò più volte di forzare il blocco del canale d'Otranto ma senza esito; un primo tentativo ebbe luogo il 15 maggio 1917, quando la marina austro-ungarica - pur numericamente inferiore - ebbe la meglio su una flotta congiunta italo-franco-inglese. L'episodio, in cui l'Intesa perse due torpediniere e 14 navi a vapore, rappresentò il maggiore scontro navale del Mediterraneo nella prima guerra mondiale, ma il blocco del canale d'Otranto rimase cionondimeno operativo.
Sul fronte dell'alto Adriatico la Kriegsmarine trovò invece scarso impiego e rimase principalmente alla fonda, mentre le incursioni italiane si fecero sempre più ardite. Nella notte tra il 9 e il 10 dicembre 1917 il capitano di corvetta Luigi Rizzo guidò un attacco a sorpresa nel porto di Trieste, provocando il siluramento della corazzata austriaca Wien, che affondò nel giro di pochi minuti. Pochi mesi dopo, nella notte tra il 10 e l'11 febbraio 1918, tre motosiluranti italiani con a bordo, tra gli altri, Costanzo Ciano e Gabriele D'Annunzio, si presero gioco delle difese austriache penetrando indisturbati nella baia di Buccari presso Fiume. Nell'impresa, denominata "beffa di Buccari", D'Annunzio liberò in mare alcune bottiglie con un messaggio con cui irrideva all'efficienza della sorveglianza austriaca.

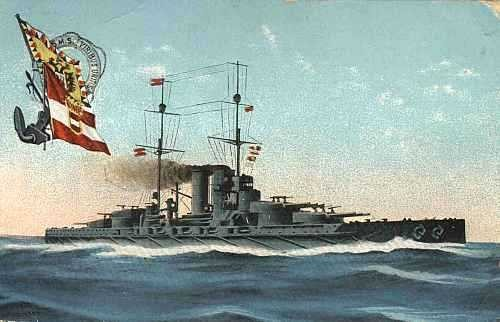
Cartolina d'epoca raffigurante la Viribus Unitis, vanto della Kriegsmarine

Con l'estate del 1918 il comando della flotta austro-ungarica pianificò una nuova grande offensiva contro lo sbarramento navale del canale d'Otranto e per l'occasione l'ammiraglio Horthy fece salpare le quattro principali corazzate - affiancate da quattordici tra cacciatorpediniere e torpediniere - dal porto di Pola per dirigersi verso il basso Adriatico. Nella notte del 10 giugno 1918 il secondo convoglio austro-ungarico fu avvistato da due motosiluranti italiani al largo dell'isola di Premuda. In un'operazione rapida quanto spericolata, i due MAS (a bordo dei quali si trovava il capitano Rizzo) si fecero strada inosservate fra le navi del convoglio e riuscirono a silurare la corazzata Szent István, che colò a picco poche ore dopo. L'operazione, ribattezzata "Impresa di Premuda", fu un durissimo colpo per la k.u.k. Kriegsmarine e fece desistere l'ammiraglio Horthy da ulteriori operazioni navali. La stessa flotta austriaca fu da quel momento tenuta al riparo nei muniti porti adriatici.
Quando verso l'autunno del 1918 la situazione bellica si dimostrò ormai irrimediabilmente compromessa per l'Austria-Ungheria, nel tentativo di scongiurare il disfacimento del proprio impero l'imperatore Carlo I decise di cedere l'intera Kriegsmarine allo Stato degli Sloveni, dei Croati e dei Serbi appena costituitosi. A pochi giorni dalla fine della guerra, il 31 ottobre, l'ammiraglio Horthy consegnò quindi la flotta ancorata a Pola agli ufficiali del nuovo stato jugoslavo. Lo stesso giorno la Regia Marina mise in atto un'azione che era stata minuziosamente preparata fin dalla primavera dello stesso anno: due ufficiali italiani, Raffaele Paolucci e Raffaele Rossetti, a bordo di uno speciale ordigno chiamato "mignatta", riuscirono a penetrare nel munitissimo porto di Pola superando indisturbati tutte le difese e minarono la chiglia della nave ammiraglia austro-ungarica, la Viribus Unitis, facendola affondare all'alba del 1º novembre 1918 in quella che divenne pubblicizzata come l'"Impresa di Pola".

## Gradi della imperiale e regia Marina
Di seguito è riportato uno schema riassuntivo dei gradi per la Marina austriaca senza il distintivo di categoria per sottufficiali e truppaː
| ammiragli Flaggenoffiziere                                                                               | ammiragli Flaggenoffiziere                                                                | ammiragli Flaggenoffiziere                                                                | ammiragli Flaggenoffiziere                                                                | ammiragli Flaggenoffiziere                                                                | ammiragli Flaggenoffiziere                                                                | ammiragli Flaggenoffiziere                                                                | ammiragli Flaggenoffiziere                                                                | ammiragli Flaggenoffiziere                                                                | ammiragli Flaggenoffiziere                                                                | ammiragli Flaggenoffiziere                                                | ammiragli Flaggenoffiziere                                                | ammiragli Flaggenoffiziere                                                | ammiragli Flaggenoffiziere                                                | ammiragli Flaggenoffiziere                                                | ammiragli Flaggenoffiziere                                                | ammiragli Flaggenoffiziere                                                | ammiragli Flaggenoffiziere                                                | ammiragli Flaggenoffiziere                                                | ammiragli Flaggenoffiziere                                                | ammiragli Flaggenoffiziere                                                                           | ammiragli Flaggenoffiziere                                                                           | ammiragli Flaggenoffiziere                                                                           | ammiragli Flaggenoffiziere                                                                           | ammiragli Flaggenoffiziere                                                                           | ammiragli Flaggenoffiziere                                                                           | ammiragli Flaggenoffiziere                                                                           | ammiragli Flaggenoffiziere                                                                           | ammiragli Flaggenoffiziere                                                                           | ammiragli Flaggenoffiziere                                                                           |
| --- | ----------------------------------------------------------------------------------------- | ----------------------------------------------------------------------------------------- | ----------------------------------------------------------------------------------------- | ----------------------------------------------------------------------------------------- | ----------------------------------------------------------------------------------------- | ----------------------------------------------------------------------------------------- | ----------------------------------------------------------------------------------------- | ----------------------------------------------------------------------------------------- | ----------------------------------------------------------------------------------------- | ------------------------------------------------------------------------- | ------------------------------------------------------------------------- | ------------------------------------------------------------------------- | ------------------------------------------------------------------------- | ------------------------------------------------------------------------- | ------------------------------------------------------------------------- | ------------------------------------------------------------------------- | ------------------------------------------------------------------------- | ------------------------------------------------------------------------- | ------------------------------------------------------------------------- | --- | --- | --- | --- | --- | --- | --- | --- | --- | --- |
| grand'ammiraglio Großadmiral (solo nel 1916 per Anton Haus) ammiraglio Admiral                           |                                                                                           |                                                                                           |                                                                                           |                                                                                           |                                                                                           |                                                                                           |                                                                                           |                                                                                           |                                                                                           |                                                                           |                                                                           |                                                                           |                                                                           |                                                                           |                                                                           |                                                                           |                                                                           |                                                                           |                                                                           | | | | | | | | | | |
| viceammiraglio Viceadmiral                                                                               | viceammiraglio Viceadmiral                                                                | viceammiraglio Viceadmiral                                                                | viceammiraglio Viceadmiral                                                                | viceammiraglio Viceadmiral                                                                | viceammiraglio Viceadmiral                                                                | viceammiraglio Viceadmiral                                                                | viceammiraglio Viceadmiral                                                                | viceammiraglio Viceadmiral                                                                | viceammiraglio Viceadmiral                                                                | viceammiraglio Viceadmiral                                                | viceammiraglio Viceadmiral                                                | viceammiraglio Viceadmiral                                                | viceammiraglio Viceadmiral                                                | viceammiraglio Viceadmiral                                                | contrammiraglio Kontreadmiral                                             | contrammiraglio Kontreadmiral                                             | contrammiraglio Kontreadmiral                                             | contrammiraglio Kontreadmiral                                             | contrammiraglio Kontreadmiral                                             | contrammiraglio Kontreadmiral                                                                        | contrammiraglio Kontreadmiral                                                                        | contrammiraglio Kontreadmiral                                                                        | contrammiraglio Kontreadmiral                                                                        | contrammiraglio Kontreadmiral                                                                        | contrammiraglio Kontreadmiral                                                                        | contrammiraglio Kontreadmiral                                                                        | contrammiraglio Kontreadmiral                                                                        | contrammiraglio Kontreadmiral                                                                        | contrammiraglio Kontreadmiral                                                                        |
| ufficiali Oberoffiziere                                                                                  |                                                                                           |                                                                                           |                                                                                           |                                                                                           |                                                                                           |                                                                                           |                                                                                           |                                                                                           |                                                                                           |                                                                           |                                                                           |                                                                           |                                                                           |                                                                           |                                                                           |                                                                           |                                                                           |                                                                           |                                                                           | | | | | | | | | | |
| capitano di vascello Linienschiffskapitän                                                                | capitano di vascello Linienschiffskapitän                                                 | capitano di vascello Linienschiffskapitän                                                 | capitano di vascello Linienschiffskapitän                                                 | capitano di vascello Linienschiffskapitän                                                 | capitano di fregata Fregattenkapitän                                                      | capitano di fregata Fregattenkapitän                                                      | capitano di fregata Fregattenkapitän                                                      | capitano di fregata Fregattenkapitän                                                      | capitano di fregata Fregattenkapitän                                                      | capitano di corvetta Korvettenkapitän                                     | capitano di corvetta Korvettenkapitän                                     | capitano di corvetta Korvettenkapitän                                     | capitano di corvetta Korvettenkapitän                                     | capitano di corvetta Korvettenkapitän                                     | tenente di vascello Linienschiffsleutnant                                 | tenente di vascello Linienschiffsleutnant                                 | tenente di vascello Linienschiffsleutnant                                 | tenente di vascello Linienschiffsleutnant                                 | tenente di vascello Linienschiffsleutnant                                 | tenente di fregata Fregattenschiffsleutnant                                                          | tenente di fregata Fregattenschiffsleutnant                                                          | tenente di fregata Fregattenschiffsleutnant                                                          | tenente di fregata Fregattenschiffsleutnant                                                          | tenente di fregata Fregattenschiffsleutnant                                                          | tenente di corvetta Korvettenleutnant (dal 1916)                                                     | tenente di corvetta Korvettenleutnant (dal 1916)                                                     | tenente di corvetta Korvettenleutnant (dal 1916)                                                     | tenente di corvetta Korvettenleutnant (dal 1916)                                                     | tenente di corvetta Korvettenleutnant (dal 1916)                                                     |
| aspiranti ufficiali                                                                                      |                                                                                           |                                                                                           |                                                                                           |                                                                                           |                                                                                           |                                                                                           |                                                                                           |                                                                                           |                                                                                           |                                                                           |                                                                           |                                                                           |                                                                           |                                                                           |                                                                           |                                                                           |                                                                           |                                                                           |                                                                           | | | | | | | | | | |
| alfiere Seefähnrich                                                                                      | alfiere Seefähnrich                                                                       | alfiere Seefähnrich                                                                       | alfiere Seefähnrich                                                                       | alfiere Seefähnrich                                                                       | alfiere Seefähnrich                                                                       | alfiere Seefähnrich                                                                       | alfiere Seefähnrich                                                                       | alfiere Seefähnrich                                                                       | alfiere Seefähnrich                                                                       | alfiere Seefähnrich                                                       | alfiere Seefähnrich                                                       | alfiere Seefähnrich                                                       | alfiere Seefähnrich                                                       | alfiere Seefähnrich                                                       | cadetto di marina Seekadett                                               | cadetto di marina Seekadett                                               | cadetto di marina Seekadett                                               | cadetto di marina Seekadett                                               | cadetto di marina Seekadett                                               | cadetto di marina Seekadett                                                                          | cadetto di marina Seekadett                                                                          | cadetto di marina Seekadett                                                                          | cadetto di marina Seekadett                                                                          | cadetto di marina Seekadett                                                                          | cadetto di marina Seekadett                                                                          | cadetto di marina Seekadett                                                                          | cadetto di marina Seekadett                                                                          | cadetto di marina Seekadett                                                                          | cadetto di marina Seekadett                                                                          |
| bassa forza Mannschaft sotto ufficiali (stabali) höhere Unteroffiziere                                   |                                                                                           |                                                                                           |                                                                                           |                                                                                           |                                                                                           |                                                                                           |                                                                                           |                                                                                           |                                                                                           |                                                                           |                                                                           |                                                                           |                                                                           |                                                                           |                                                                           |                                                                           |                                                                           |                                                                           |                                                                           | | | | | | | | | | |
| capo superiore capo telegrafista superiore Oberstabsbootsmann Oberstabstelegraphenmeister                | capo superiore capo telegrafista superiore Oberstabsbootsmann Oberstabstelegraphenmeister | capo superiore capo telegrafista superiore Oberstabsbootsmann Oberstabstelegraphenmeister | capo superiore capo telegrafista superiore Oberstabsbootsmann Oberstabstelegraphenmeister | capo superiore capo telegrafista superiore Oberstabsbootsmann Oberstabstelegraphenmeister | capo superiore capo telegrafista superiore Oberstabsbootsmann Oberstabstelegraphenmeister | capo superiore capo telegrafista superiore Oberstabsbootsmann Oberstabstelegraphenmeister | capo superiore capo telegrafista superiore Oberstabsbootsmann Oberstabstelegraphenmeister | capo superiore capo telegrafista superiore Oberstabsbootsmann Oberstabstelegraphenmeister | capo superiore capo telegrafista superiore Oberstabsbootsmann Oberstabstelegraphenmeister | capo medio capo telegrafista medio Stabsbootsmann Stabstelegraphenmeister | capo medio capo telegrafista medio Stabsbootsmann Stabstelegraphenmeister | capo medio capo telegrafista medio Stabsbootsmann Stabstelegraphenmeister | capo medio capo telegrafista medio Stabsbootsmann Stabstelegraphenmeister | capo medio capo telegrafista medio Stabsbootsmann Stabstelegraphenmeister | capo medio capo telegrafista medio Stabsbootsmann Stabstelegraphenmeister | capo medio capo telegrafista medio Stabsbootsmann Stabstelegraphenmeister | capo medio capo telegrafista medio Stabsbootsmann Stabstelegraphenmeister | capo medio capo telegrafista medio Stabsbootsmann Stabstelegraphenmeister | capo medio capo telegrafista medio Stabsbootsmann Stabstelegraphenmeister | capo inferiore capo telegrafista inferiore Unterbootsmann Untertelegraphenmeister                    | capo inferiore capo telegrafista inferiore Unterbootsmann Untertelegraphenmeister                    | capo inferiore capo telegrafista inferiore Unterbootsmann Untertelegraphenmeister                    | capo inferiore capo telegrafista inferiore Unterbootsmann Untertelegraphenmeister                    | capo inferiore capo telegrafista inferiore Unterbootsmann Untertelegraphenmeister                    | capo inferiore capo telegrafista inferiore Unterbootsmann Untertelegraphenmeister                    | capo inferiore capo telegrafista inferiore Unterbootsmann Untertelegraphenmeister                    | capo inferiore capo telegrafista inferiore Unterbootsmann Untertelegraphenmeister                    | capo inferiore capo telegrafista inferiore Unterbootsmann Untertelegraphenmeister                    | capo inferiore capo telegrafista inferiore Unterbootsmann Untertelegraphenmeister                    |
| sotto ufficiali di bassa categoria niedere Unteroffiziere                                                |                                                                                           |                                                                                           |                                                                                           |                                                                                           |                                                                                           |                                                                                           |                                                                                           |                                                                                           |                                                                                           |                                                                           |                                                                           |                                                                           |                                                                           |                                                                           |                                                                           |                                                                           |                                                                           |                                                                           |                                                                           | | | | | | | | | | |
| quartiermastro quartiermastro telegrafista Quartiermeister Telegraphenquartiermeister                    | quartiermastro quartiermastro telegrafista Quartiermeister Telegraphenquartiermeister     | quartiermastro quartiermastro telegrafista Quartiermeister Telegraphenquartiermeister     | quartiermastro quartiermastro telegrafista Quartiermeister Telegraphenquartiermeister     | quartiermastro quartiermastro telegrafista Quartiermeister Telegraphenquartiermeister     | quartiermastro quartiermastro telegrafista Quartiermeister Telegraphenquartiermeister     | quartiermastro quartiermastro telegrafista Quartiermeister Telegraphenquartiermeister     | quartiermastro quartiermastro telegrafista Quartiermeister Telegraphenquartiermeister     | quartiermastro quartiermastro telegrafista Quartiermeister Telegraphenquartiermeister     | quartiermastro quartiermastro telegrafista Quartiermeister Telegraphenquartiermeister     | Marsgast Telegrafista superiore Marsgast Telegraphengast                  | Marsgast Telegrafista superiore Marsgast Telegraphengast                  | Marsgast Telegrafista superiore Marsgast Telegraphengast                  | Marsgast Telegrafista superiore Marsgast Telegraphengast                  | Marsgast Telegrafista superiore Marsgast Telegraphengast                  | Marsgast Telegrafista superiore Marsgast Telegraphengast                  | Marsgast Telegrafista superiore Marsgast Telegraphengast                  | Marsgast Telegrafista superiore Marsgast Telegraphengast                  | Marsgast Telegrafista superiore Marsgast Telegraphengast                  | Marsgast Telegrafista superiore Marsgast Telegraphengast                  | marinaio di prima classe telegrafista di prima classe Matrose 1. Klasse Telegraphenmatrose 1. Klasse | marinaio di prima classe telegrafista di prima classe Matrose 1. Klasse Telegraphenmatrose 1. Klasse | marinaio di prima classe telegrafista di prima classe Matrose 1. Klasse Telegraphenmatrose 1. Klasse | marinaio di prima classe telegrafista di prima classe Matrose 1. Klasse Telegraphenmatrose 1. Klasse | marinaio di prima classe telegrafista di prima classe Matrose 1. Klasse Telegraphenmatrose 1. Klasse | marinaio di prima classe telegrafista di prima classe Matrose 1. Klasse Telegraphenmatrose 1. Klasse | marinaio di prima classe telegrafista di prima classe Matrose 1. Klasse Telegraphenmatrose 1. Klasse | marinaio di prima classe telegrafista di prima classe Matrose 1. Klasse Telegraphenmatrose 1. Klasse | marinaio di prima classe telegrafista di prima classe Matrose 1. Klasse Telegraphenmatrose 1. Klasse | marinaio di prima classe telegrafista di prima classe Matrose 1. Klasse Telegraphenmatrose 1. Klasse |
| marinai                                                                                                  |                                                                                           |                                                                                           |                                                                                           |                                                                                           |                                                                                           |                                                                                           |                                                                                           |                                                                                           |                                                                                           |                                                                           |                                                                           |                                                                           |                                                                           |                                                                           |                                                                           |                                                                           |                                                                           |                                                                           |                                                                           | | | | | | | | | | |
| marinaio di seconda classe Telegrafista di seconda classe Matrose 2. Klasse Telegraphenmatrose 2. Klasse |                                                                                           |                                                                                           |                                                                                           |                                                                                           |                                                                                           |                                                                                           |                                                                                           |                                                                                           |                                                                                           |                                                                           |                                                                           |                                                                           |                                                                           |                                                                           |                                                                           |                                                                           |                                                                           |                                                                           |                                                                           | | | | | | | | | | |

## Comandanti della marina imperiale
I comandanti della marina imperiale erano quegli ufficiali che, materialmente, si occupavano di sovrintendere all'amministrazione della marina militare e dirigevano le operazioni belliche.

### Comandanti in capo della marina

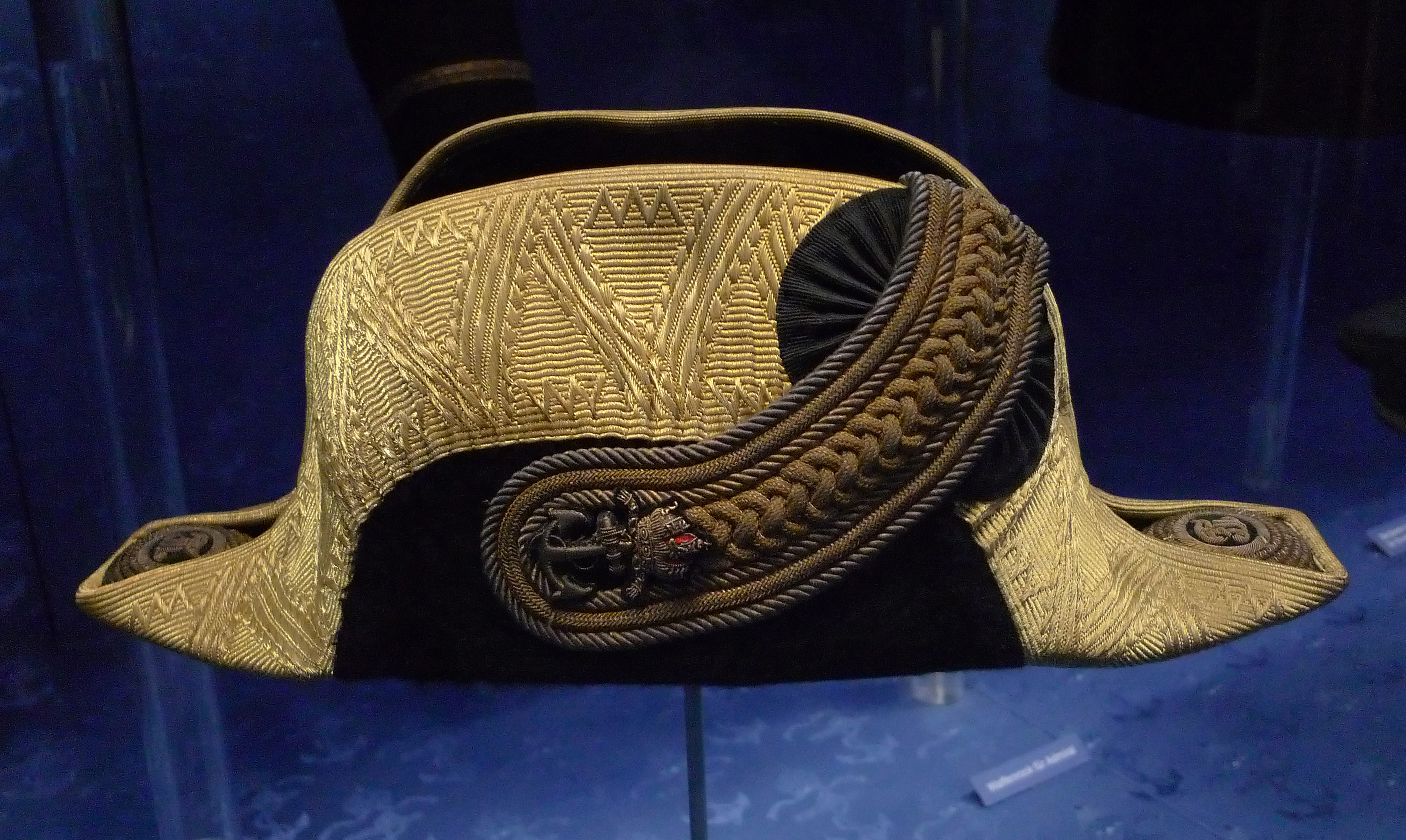
Feluca da ufficiale della marina imperiale austro-ungarica, Heeresgeschichtliches Museum.

- Arciduca Federico Ferdinando d'Asburgo-Teschen, vice ammiraglio, (1844 - ottobre 1847)
- Silvestro Dandolo, vice ammiraglio (ottobre - novembre 1847)
- Johann Marinovich (interinale), capitano di vascello (novembre 1847 - marzo 1848)
- Hans Birch Dahlerup, vice ammiraglio, (febbraio 1849 - agosto 1851)
- Franz Wimpffen, vice ammiraglio, (agosto 1851 - settembre 1854)
- Arciduca Massimiliano d'Asburgo-Lorena, vice ammiraglio (settembre 1854 - 1861)
- Ludwig von Fautz, vice ammiraglio, (1861 - marzo 1865)
- Wilhelm von Tegetthoff, vice ammiraglio, (marzo 1865 - aprile 1871)
- Friedrich von Pöck, ammiraglio (aprile 1871 - novembre 1883)
- Maximilian Daublebsky von Sterneck, ammiraglio, (novembre 1883 - dicembre 1897)
- Hermann von Spaun, ammiraglio, (dicembre 1897 - ottobre 1904)
- Rodolfo Montecuccoli, ammiraglio, (ottobre 1904 - febbraio 1913)
- Anton Haus, ammiraglio/grand'ammiraglio (febbraio 1913 - febbraio 1917)
- Maximilian Njegovan, ammiraglio, (aprile 1917 - febbraio 1918)

### Comandante in capo della flotta (1914-1918)
- Anton Haus, ammiraglio/grand'ammiraglio (luglio 1914 - febbraio 1917)
- Maximilian Njegovan, vice ammiraglio, (febbraio 1917 - febbraio 1918)
- Miklós Horthy, ammiraglio, (febbraio 1918 - novembre 1918)

## Capi della sezione navale del ministero della guerra
I capi della sezione navale del ministero della guerra erano quegli ufficiali di marina che lavoravano presso il ministero e si occupavano di fare gli interessi della marina presso il governo. Dal momento che non esisteva un ministro specifico per la marina ma tutto confluiva nel ministero della guerra, la persona preposta alla guida del settore navale del ministero assolveva a tale compito.
- Ludwig von Fautz, Vice Ammiraglio, (1865 - marzo 1868)
- Wilhelm von Tegetthoff, Vice Ammiraglio, (marzo 1868 - aprile 1871)
- Friedrich von Pöck, Ammiraglio, (ottobre 1872 - novembre 1883)
- Maximilian Daublebsky von Sterneck, Ammiraglio, (novembre 1883 - dicembre 1897)
- Hermann von Spaun, Ammiraglio, (dicembre 1897 - ottobre 1904)
- Rodolfo Montecuccoli, Ammiraglio, (ottobre 1904 - febbraio 1913)
- Anton Haus, Ammiraglio/Grand'Ammiraglio (febbraio 1913 - febbraio 1917)
- Karl Kailer von Kaltenfels, Vice Ammiraglio (febbraio 1917 - aprile 1917)
- Maximilian Njegovan, Ammiraglio, (aprile 1917 - febbraio 1918)
- Franz von Holub, Vice Ammiraglio, (febbraio 1918 - novembre 1918)

### In lingua italiana
- AA.VV., Manuale pel Coscritto dell'i. e r. marina da guerra, Pola, Tipografia fg. di Kleinmayr & Fed. Bamberg in Lubiana, 1909
- Roberto Coaloa, Mediterraneo imperiale: breve storia della marina da guerra degli Asburgo 1866-1918, Udine, Gaspari, 2013 ISBN 978-88-7541-337-8
- Renate Basch-Ritter, L'Austria sui mari del mondo. Storia dell'i.(e)r. Marina da guerra fra il 1382 ed il 1918, Trieste, Lint, 1989 ISBN 978-88-8508-314-1
- Nicola Horthy; Memorie. Una vita per l'Ungheria, Roma, Corso, 1956.
- Paul G. Halpern, La Grande Guerra nel Mediterraneo. Volume I, 1914-1916, Gorizia, LEG, 2009. ISBN 978-88-6102-061-0
- Paul G. Halpern, La Grande Guerra nel Mediterraneo. Volume II, 1917-1918, Gorizia, LEG, 2010. ISBN 978-88-6102-091-7
- Sokol Hans; La guerra marittima dell'Austria-Ungheria 1914-1918. 4 voll., Gorizia, LEG, 2007. ISBN 978-88-6102-017-7
- Alfred von Koudelka, Rotta su Trieste, Gorizia, LEG, 2010. ISBN 978-88-6102-051-1

### In lingua tedesca
- Wladimir Aichelburg, Register der k.(u.)k. Kriegsschiffe. Von Abbondanza bis Zrinyi, Vienna, NW, 2002 ISBN 9783708300528
- Frank Wiggermann, K.u.K. Kriegsmarine und Politik: ein Beitrag zur Geschichte der italienischen Nationalbewegung in Istrien, Vienna, ÖAW, 2004 ISBN 9783700132097
- Hans Sokol, Johannes von Liechtenstein. Aus dem Leben eines k.u.k. Seeoffiziers, Vienna, Karolinger Verlag, 2013 ISBN 9783854181552

### In lingua ungherese
- Halpern Paul G., Otrantói ütközet. Győr, Laurus Kiadó, 2007. ISBN 978-963-87585-3-8
- Csonkaréti Károly, Horthy a tengerész. Budapest, Zrínyi, 1993. ISBN 963-327-198-3
- Csonkaréti Károly, Az Osztrák-Magyar Monarchia haditengerészete: 1867 – 1918. Budapest, Kossuth, 2001. ISBN 963-09-4244-5
- Gasparovich László, Csata az Adrián. Budapest, Gemini, 1998. ISBN 978-963-8168-34-4

### In lingua inglese
- Wilhelm Donko, A Brief History of the Austrian Navy, Berlino, published by epubli.de, 2012 ISBN 978-3-8442-2129-9; 120 pages (English) - printed version and e-book